# マイク・ペンス
マイク・ペンス（英語: Mike Pence）、本名マイケル・リチャード・ペンス（Michael Richard Pence、1959年6月7日 - ）は、アメリカ合衆国の政治家、弁護士。同国第48代副大統領（在任：2017年1月20日 - 2021年1月20日）。第50代インディアナ州知事、連邦下院議員（6期）、連邦下院予算委員長を歴任した。
共和党内でも保守派として知られ、草の根運動であるティーパーティー運動にも参加している。キリスト教右派であり、エバンジェリカル・カトリックを自称する。兄のグレッグ・ペンスは、2018年にかつて弟が出馬していたインディアナ州第6区から連邦下院議員に当選している。

## 来歴

### 生い立ち

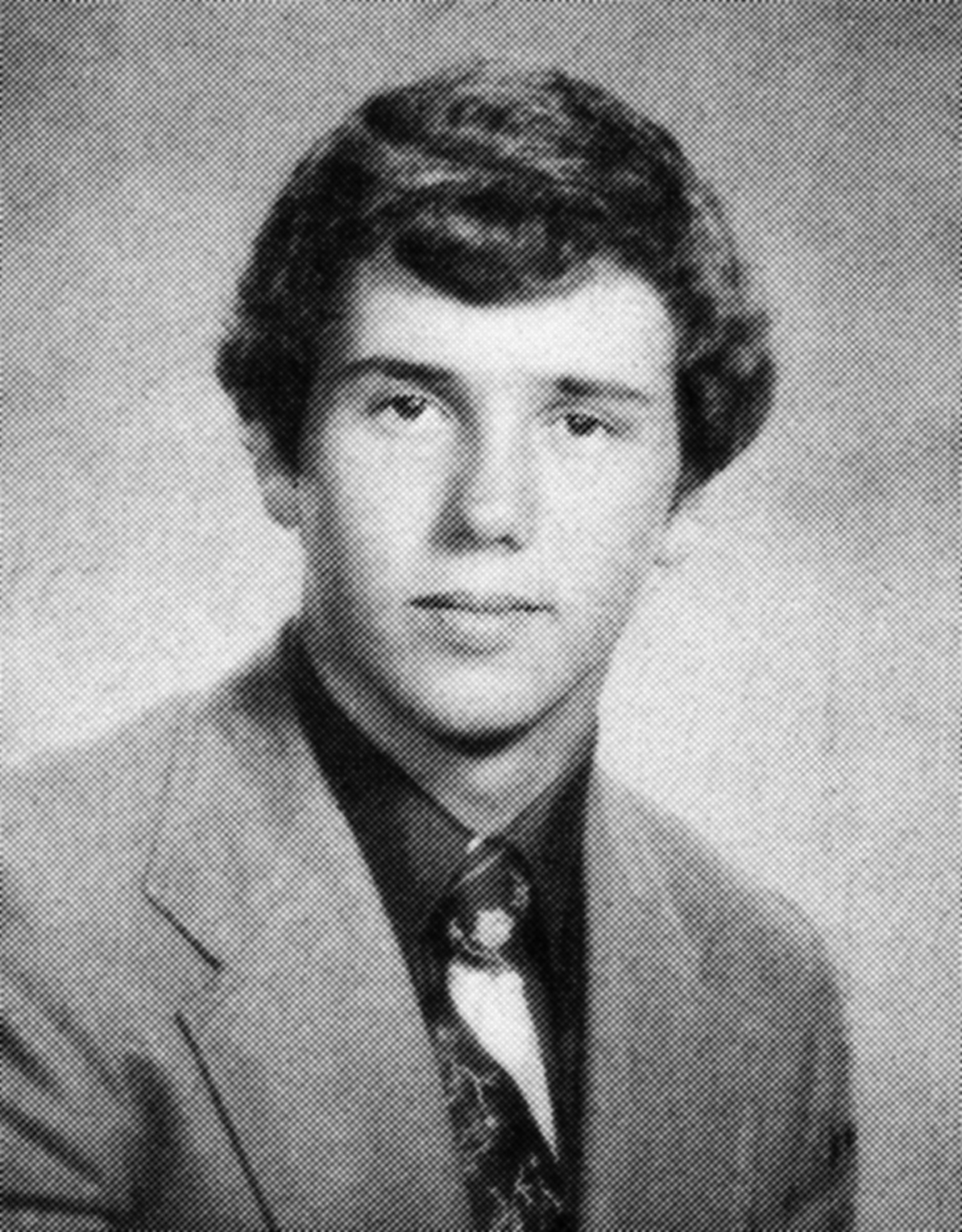
高校時代（1977年）

1959年6月7日にインディアナ州コロンバスで、エドワード・ペンスとナンシー・ジェーンの6人の子供のうちの1人として誕生する。父のエドワードはガソリンスタンドを経営しており、家族はアイルランド系カトリックで民主党支持者だった。マイク・ペンスの名前は祖父のリチャード・マイケル・コーリーに由来する。祖父はアイルランドのスライゴ県からアメリカに移民としてやってきた後、バス運転手をしていた。
1977年に高校を卒業した後、ハノーヴァー大学で歴史の文学士号を取得する。インディアナ大学ロースクールで法務博士号を取得し、弁護士として仕事を始めた。

### 連邦下院議員

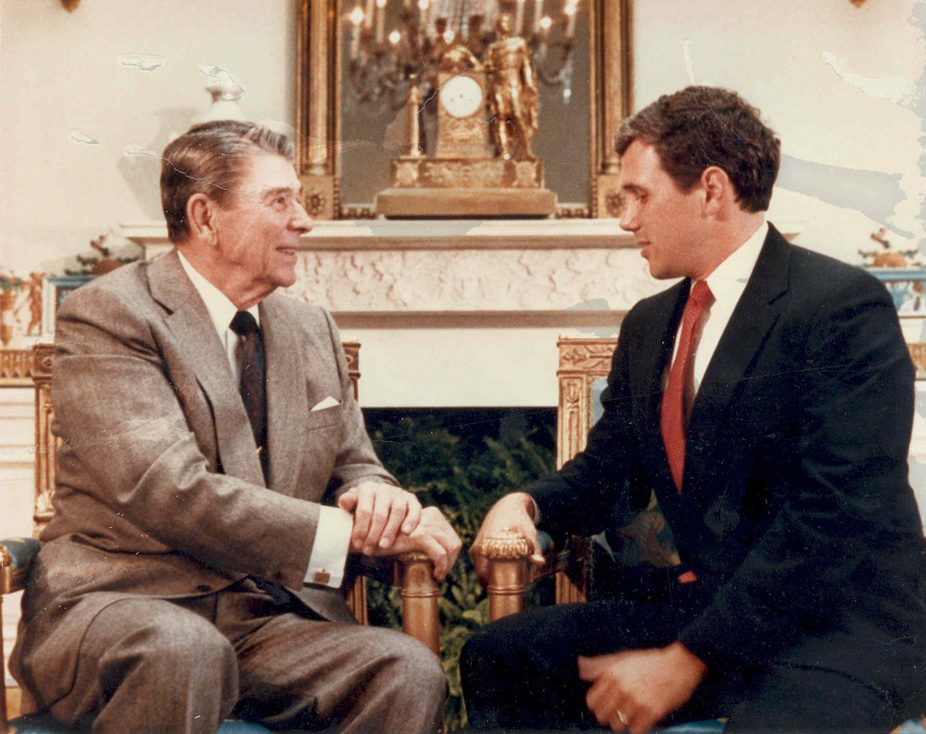
レーガン大統領と（1988年）

1988年に共和党候補として連邦下院議員選挙にインディアナ州第2区から立候補する。当時の現職フィル・シャープに敗北し、続く1990年の選挙でもシャープに敗れた。ペンスは選挙運動の際にシャープに対するネガティブなビラを作ったが、後にこのビラを制作したことを謝罪している。
1994年からは地元ラジオ局WIFE-FMのトーク番組『ザ・マイク・ペンス・ショー（The Mike Pence Show）』でパーソナリティを務め、番組は18局ネットで放送された。1995年から1999年にかけては週末の政治トーク番組でもパーソナリティを担当した。
2000年の連邦下院選挙にインディアナ州第2区から立候補して初当選を果たす。再選を期した2002年の連邦下院選挙でインディアナ州第6区に選挙区を鞍替えし、2010年の連邦下院選挙まで当選を重ねた。4期目の挑戦となる2006年の連邦下院選挙では民主党候補のバリー・ウェルシュを破っている。
2008年にはエスクァイア紙から「最も優秀な下院議員10人（The ten best members of Congress）」のうちの1人に選ばれるなど、保守系の中堅議員として注目を集めるようになっていく。2008年・2012年・2016年の大統領選挙では潜在的な候補者の1人に擬せられていたが、出馬には至らなかった。

### インディアナ州知事

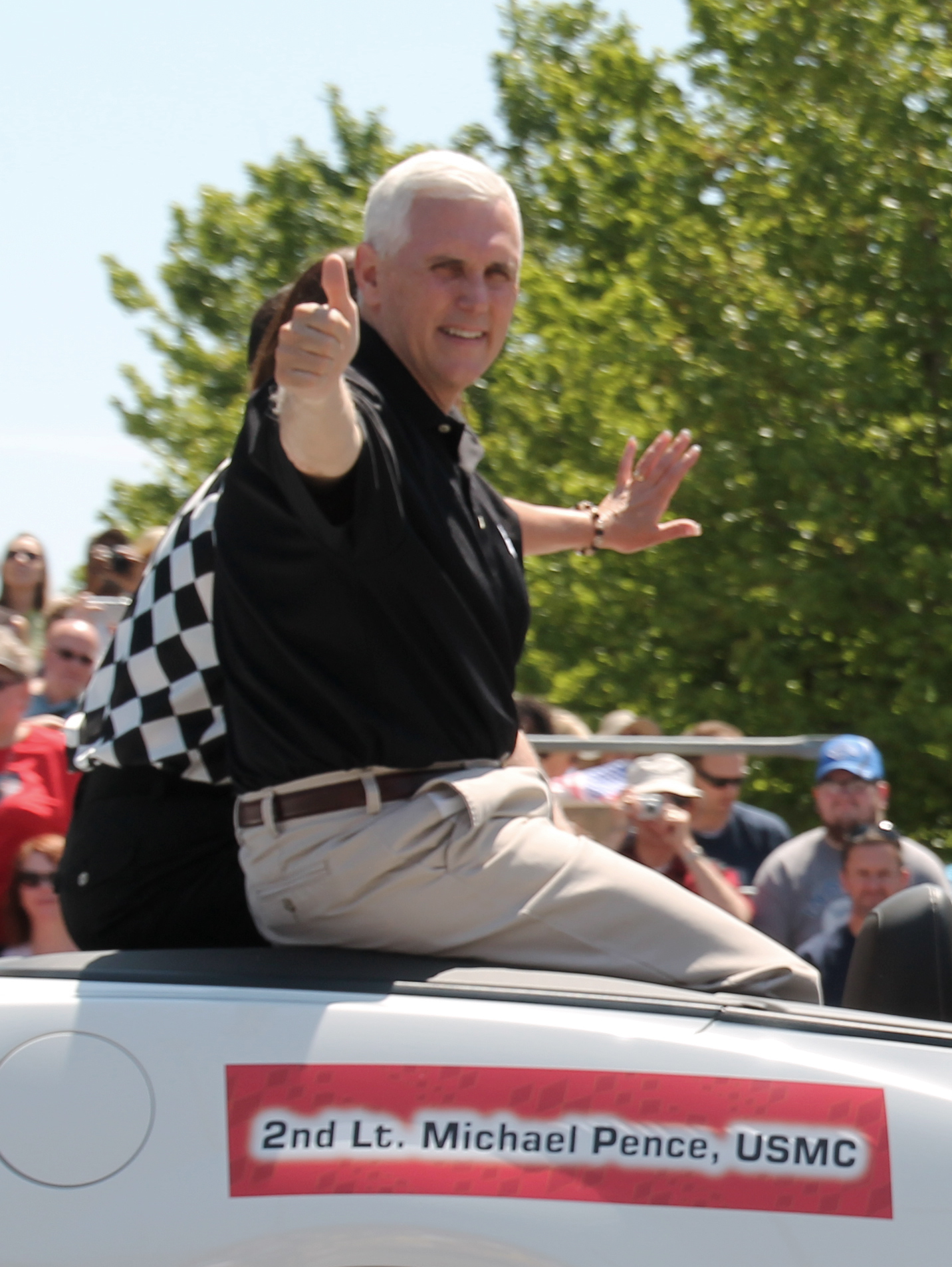
インディアナ州インディアナポリスにて（2015年5月）

2012年にインディアナ州知事選挙への立候補を表明し、民主党候補のジョン・グレッグを破ってインディアナ州知事に当選した。2013年1月14日にミッチ・ダニエルズの後任として第50代インディアナ州知事に就任した。
州知事時代は日系企業の誘致や雇用促進に熱心に取り組んだ。知事としての初めての外遊先にも日本を選び、2013年9月5日から14日にかけて経済ミッションを率いて東京・名古屋・栃木県などを訪問している。2015年9月11日から18日にかけても同様の訪問団を率いて来日し、トヨタ自動車・本田技研工業・SUBARU・三菱自動車などの企業を訪問した。

### 副大統領候補
2016年アメリカ合衆国大統領選挙では、当初は自らの出馬の可能性も指摘されたが実現せず、共和党の予備選挙では4月29日にテッド・クルーズ上院議員の支持を表明した。しかし同時に、予備選挙の対抗馬であった実業家のドナルド・トランプやオハイオ州のジョン・ケーシック州知事のことも賞賛した。
2016年7月、共和党の大統領候補への正式指名を確実としたドナルド・トランプから副大統領候補の指名を受ける。当初トランプはクリス・クリスティやニュート・ギングリッチを有力候補としていたが、娘のイヴァンカ・トランプや息子のエリック・トランプなどの家族から強い説得を受け、ペンスを副大統領候補に内定した。
ペンスが副大統領候補に内定されると、ペンスの盟友でもあるポール・ライアン下院議長は「ペンス氏はまさに保守の人であり、副大統領候補として最善の選択だ。彼と私は長年の友人でもあり、11月の本選挙の勝利に向けて全力を尽くしていく」と歓迎した。
ペンスはロシアの影響力拡大に批判的な外交姿勢のみならず、NAFTAとTPPなど様々な国との自由貿易協定に賛同するなど経済政策でも共和党主流派寄りであり、亀裂が生じたトランプと共和党主流派の橋渡し役になることを期待された。専門家は「同性婚などに否定的な立場で知られるペンスの起用によって、キリスト教保守派などの支持固めにもつながる」と指摘した上で、「トランプの選挙戦は不安定がつきまとい、予想も難しいが、ペンスを選んだことでより安定的に進めることができる」と予測した。
一方、民主党の指名獲得を確実としたヒラリー・クリントン陣営は、ペンスが同性愛者差別を容認する法律を支持していることを挙げ、ペンスの内定を「過激な人選だ」と批判した。
7月19日、オハイオ州クリーブランドで開催された共和党全国大会で正式に副大統領候補に指名された。10月4日に行われた副大統領候補同士の討論会では、落ち着いた受け答えなどが好感され、世論調査や識者などの間では、対抗馬のティム・ケインに勝利したという評価が多かった。

## アメリカ合衆国副大統領
同年11月9日に執行された2016年アメリカ合衆国大統領選挙ではトランプが勝利し、ペンスがティーパーティー関係者としては初めて副大統領となることが決定した。11月11日、トランプの政権移行チームの責任者に就任する。副大統領としての活動はジョージ・W・ブッシュ政権のディック・チェイニーを手本にすると述べ、チェイニーのように次期副大統領でありながら閣僚の人選を指揮した。それまで政権移行チームで責任者を務めていたクリスティの降格には、イヴァンカの夫のジャレッド・クシュナーの意向が働いたとされる。

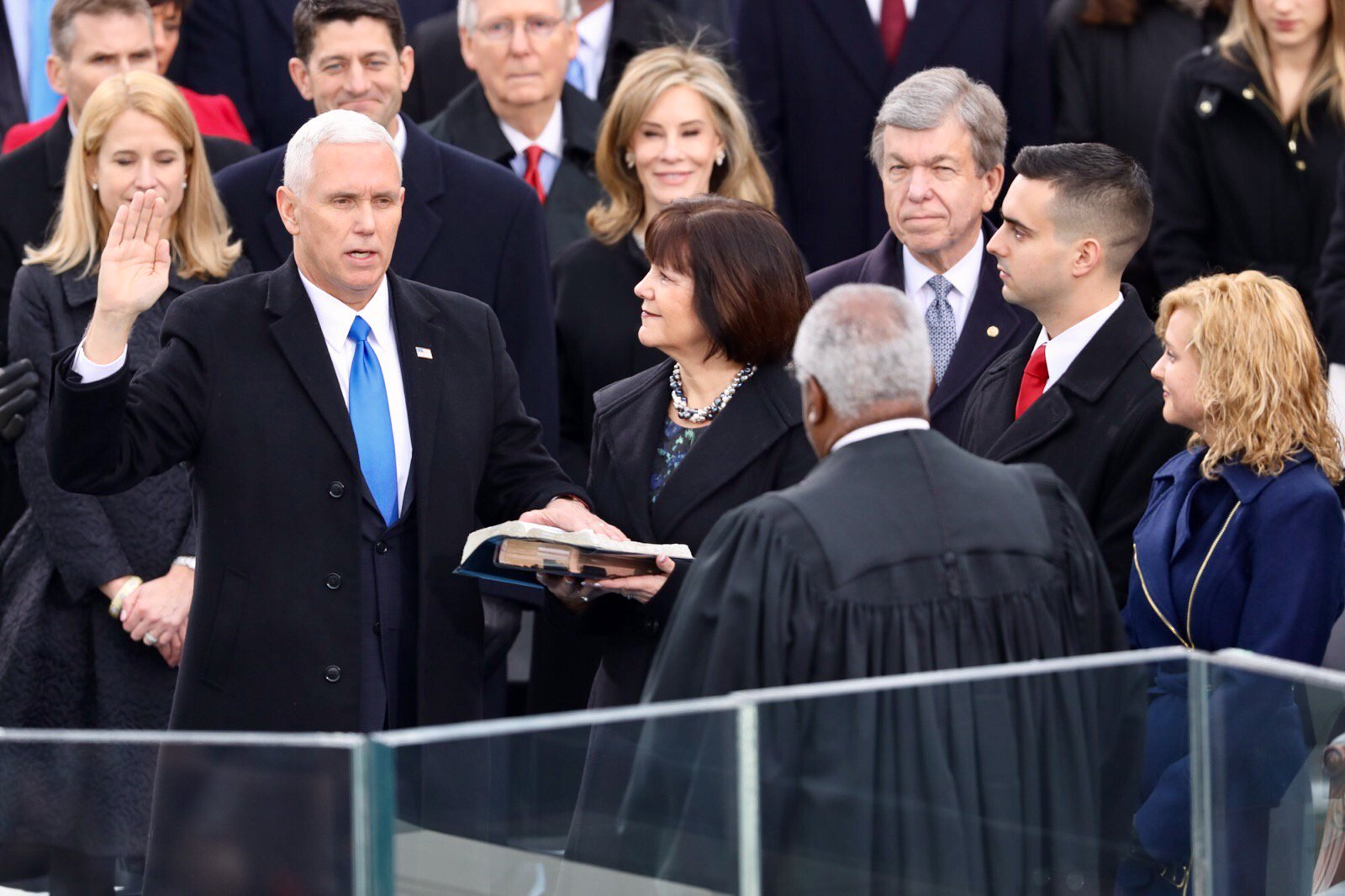
クラレンス・トーマス最高裁判所陪席判事を伴い、就任宣誓をするペンス（2017年1月20日）
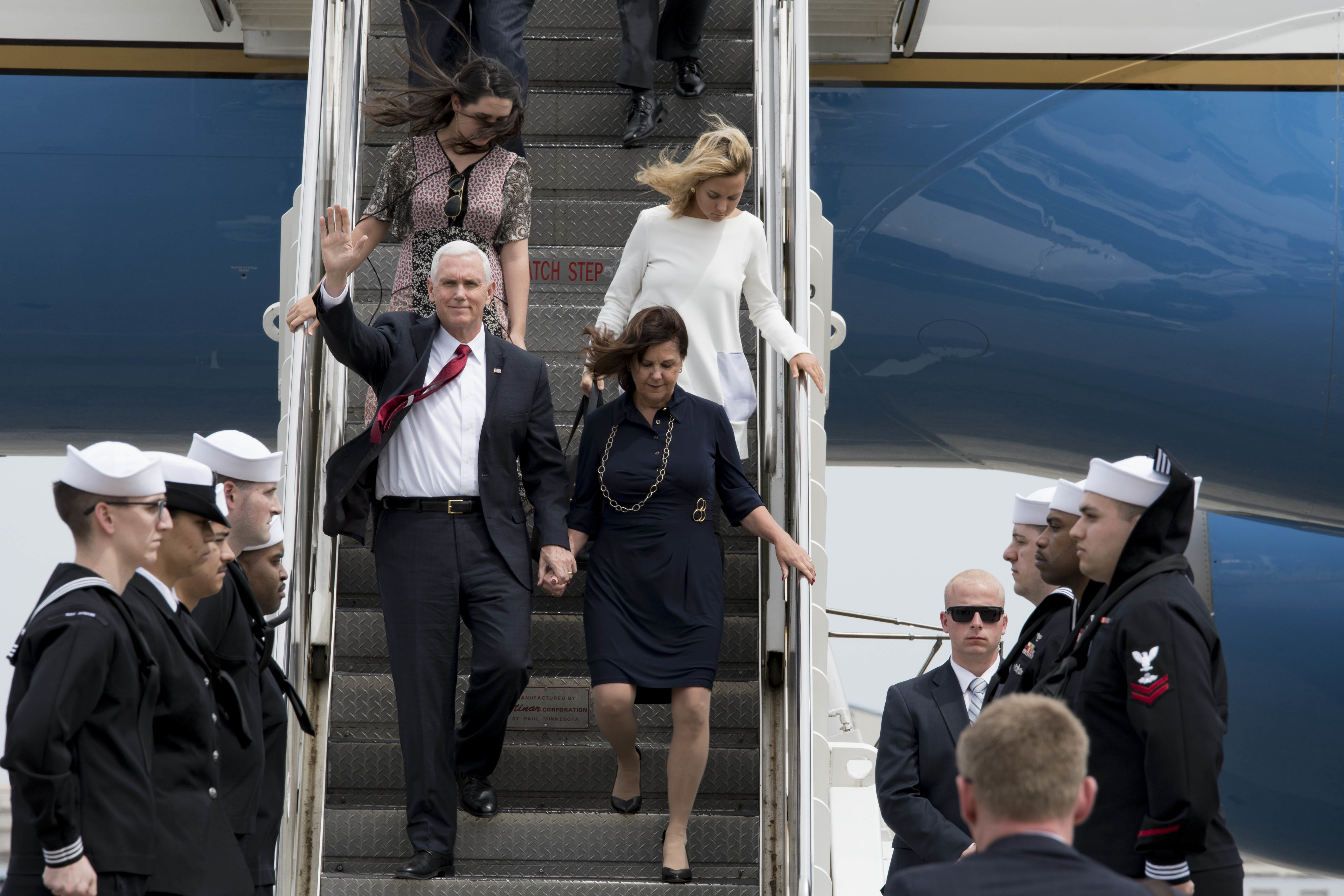
厚木海軍飛行場に降り立ったペンス（2017年4月18日）
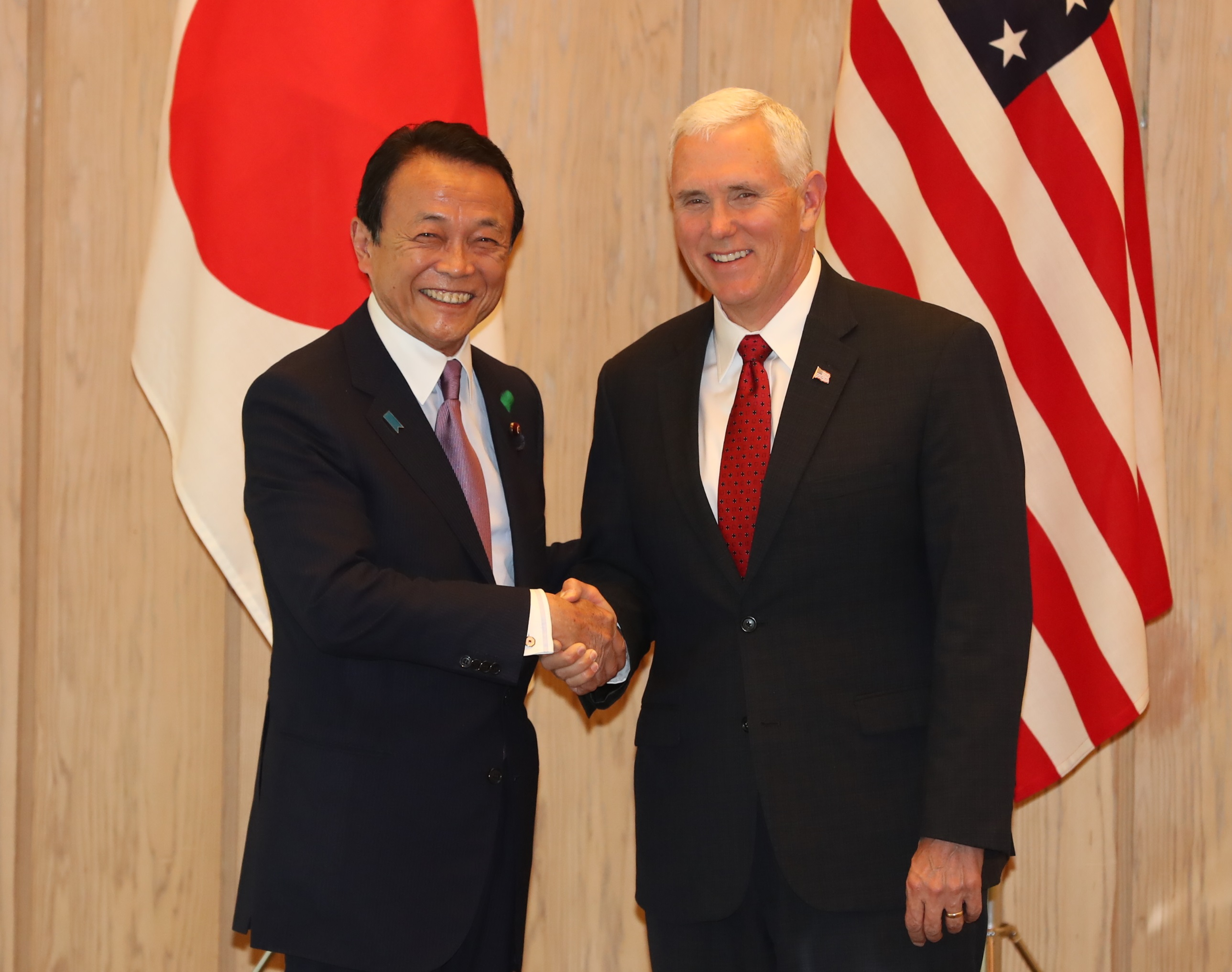
麻生太郎副総理兼財務大臣（左）と（2017年4月18日）
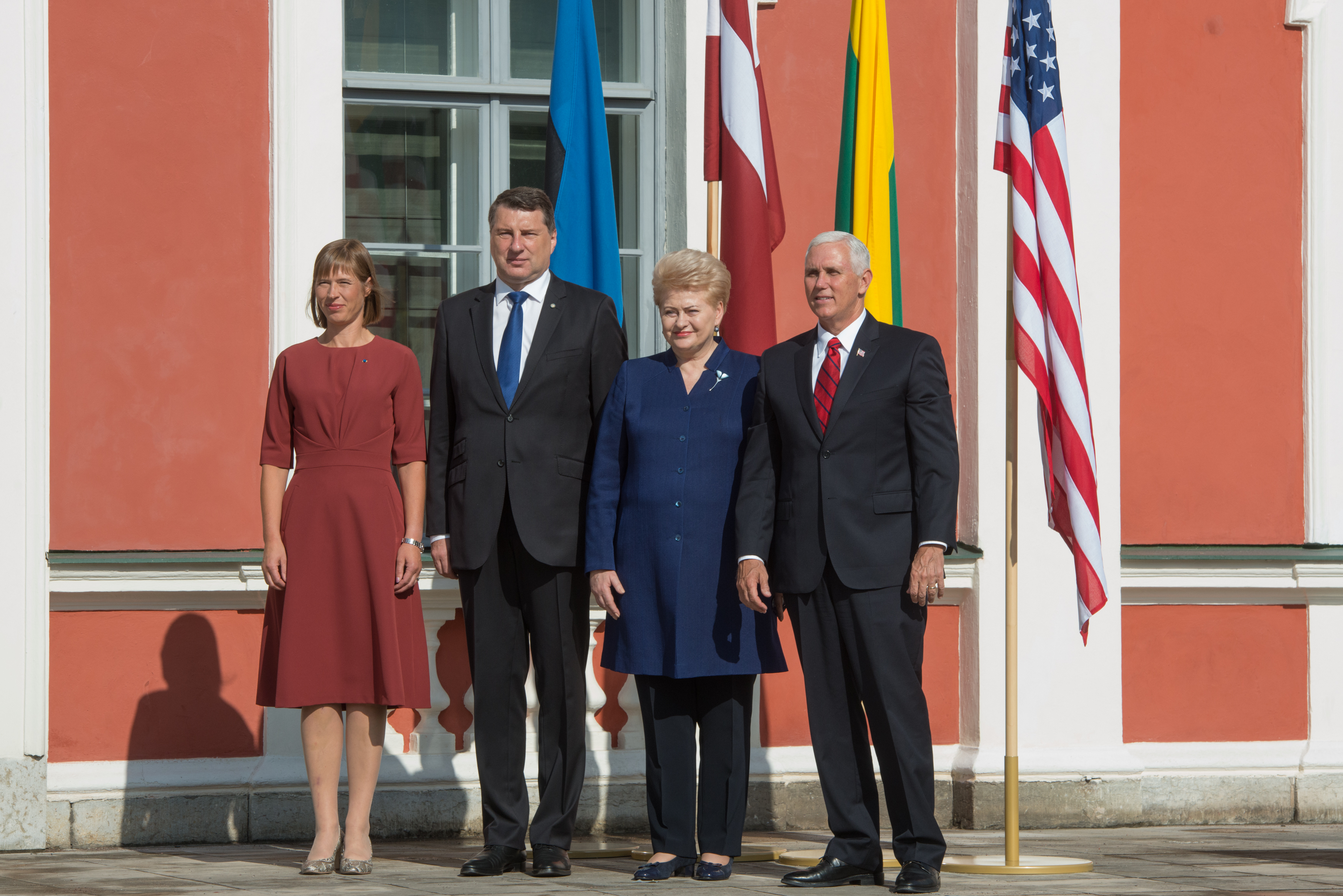
左からエストニアのケルスティ・カリユライド大統領、ラトビアのライモンツ・ヴェーヨニス大統領、リトアニアのダリア・グリバウスカイテ大統領、ペンス（2017年7月31日）

2017年1月20日にロナルド・レーガンが使用した聖書に手を置いて宣誓を行い、第48代アメリカ合衆国副大統領に就任した。
2017年4月18日、副大統領就任後は初めてとなる来日を果たし、厚木海軍飛行場にエアフォースツーで到着する。日本の副総理兼財務大臣麻生太郎と日米経済対話の初会合に臨んだ他、翌19日にはアメリカ海軍横須賀基地に停泊中の航空母艦ロナルド・レーガンを訪問し、艦上で北朝鮮からの脅威に対抗する決意を演説した。
2018年2月6日から8日にかけて訪日し、安倍首相と会談を行った。同月8日に訪韓し、天安沈没事件の展示館などを訪れた。同月10日に平昌オリンピック開会式に出席するも5分で退席し、歓迎行事にも参加せず、同時期に訪韓していた北朝鮮の金永南を無視した。北朝鮮の金与正と会談する予定も韓国の仲介で秘密裏に組まれていたが、韓国訪問中に招待したオットー・ワームビアの父親や脱北者と面会して追加制裁を表明したペンスに不快感を示して直前でキャンセルしたため金与正ら高官との接触機会は生じなかった。帰国後の同月22日、副大統領はメリーランド州で行った演説の中で、金与正を抑圧的な体制の中心人物として非難している。北朝鮮はこれに猛反発してペンスを「人間のクズ」と罵倒して「我々は米国との対話を哀願しない」と述べた声明を発表した。
2018年5月、トランプ大統領は6月12日に予定していた2018年米朝首脳会談を中止するとの書簡を金正恩党委員長に送り、発表した。大統領は北朝鮮当局者が同国を牽制する発言をしたペンス副大統領を「愚かで無知」と述べたコメントを引用し、怒りと敵意に満ちた中での会談は望ましくないとして中止するとの意向を示した。
2019年9月23日、国際連合総会の開催に合わせて外交が活発化する中、宗教の迫害に関する会合に出席。中国の宗教政策に関して「中国共産党はキリスト教の牧師を拘束し、聖書の販売を禁止し、教会を破壊した」、「イスラム教徒のウイグル族100万人以上を投獄した」として厳しい批判を行った。
2019年10月9日、トルコ軍はシリアとの国境を越えてクルド人居住地域を攻撃を開始した（トルコ軍によるシリア侵攻）。トルコはアメリカをはじめとした各国の批判をよそに戦闘を継続する姿勢を見せていたため、トランプ大統領は特使としてペンスをトルコに派遣。10月17日、エルドアン大統領との交渉の中で、クルド人が避難するため時間として5日間の停戦合意を引き出した。
2019年10月、演説の中で中国の権威主義体制、香港において人権と自由を奪う姿勢を批判。さらに日本の尖閣諸島に船を送り込み続けていること指摘し、同盟国である日本に対し挑発的と批判した。さらに11月19日には、米中貿易戦争の終結に向けて協議が進められている対中貿易協定を引き合いに出し、香港のデモに暴力を行使しないよう中国側を牽制する発言を行った。

### 新型コロナウイルス対策の指揮
2020年2月26日、新型コロナウイルスの世界的な流行を受け、トランプ大統領はペンスをホワイトハウスの新型コロナウイルス・タスクフォースの責任者に任命すると発表した。4月28日、事前に病院側の指針説明があったにもかかわらず、国内屈指のメイヨー総合病院をマスク着用無しで視察し、危機の深刻さを軽視しすぎていると強い批判を受けた。ペンスはその後、記者団に「私は定期的に検査を受けている。感染していない」と語った。また副大統領夫人カレン・ペンスはフォックスの番組内で病院のマスクポリシーは知らされていなかったと語った。しかし、その後、病院側は通知していたことを公表し、またVOAのスティーブ・ハーマン記者もペンスの同行記者らに事前に知らされていたことをツイートした。ペンスのスタッフはこれに激怒したと伝えられ、ハーマンはペンス執務室から副大統領の同行取材禁止を言いわたされた。5月11日、副大統領報道官らの相次ぐ感染を受け、ホワイトハウス執務棟でのマスク着用を命じた。12月18日、ファイザーとビオンテックが開発したCOVID-19ワクチン（トジナメラン）の公開接種を受けた。

### 2020年アメリカ合衆国大統領選挙と退任
高官の離職率が65パーセントと歴代ワーストの政権で4年間勤め上げ、2020年アメリカ合衆国大統領選挙にも副大統領候補として出馬した。トランプ大統領とともに落選し、「選挙は盗まれた」というトランプの主張には当初沈黙していた。しかし、12月15日に大統領が上院議長でもあるペンスに対して正副大統領候補のジョー・バイデンとカマラ・ハリスの勝利を認めないよう求めたが、ペンスは2021年1月6日の声明で一方的に選挙結果の認定を阻止する権限は憲法に無いとしてこれを拒否した。トランプはペンスをTwitterや演説で批判し、これに呼応したトランプの支持者は「ペンスはどこだ」「ペンスを吊るせ」と唱和して議会に乱入し、襲撃者の一人であるQアノンのジェイク・アンジェリは「時間の問題だ。正義は下される」と書かれたメモを議長席のペンスの机の上に残した。また、トランプ支持者のL・リン・ウッドはParlerでペンスの処刑を呼びかけ、「銃殺隊を準備しなさい。ペンスが最初に行く」と投稿したが、その後、削除された。
ワシントン・ポストなどによればペンスは州兵の動員などを指揮して暴徒を鎮圧したとされ、上院に戻った際は「今日は連邦議会議事堂に残る暗黒の日であった ... 今日我々の連邦議会に大混乱をもたらした人たちへ告ぐ、あなたがたは負けたのだ、暴力は決して勝つことはなく自由が勝つ。そしてここはまだ市民たちの議事堂なのである」と襲撃を非難した。
1月12日、下院はペンスが憲法修正第25条を発動してトランプ解任に動くよう促す決議案を可決した。ペンスは採決前に修正第25条を懲罰的な意味合いで行使することは不適切と反対し、ナンシー・ペロシ下院議長への書簡で「トランプ大統領の任期が残り8日となった今、そのような行動が国益や憲法に即していると思わない」と修正第25条適用への反対を表明し、「ジョー・バイデン次期大統領の就任式に向けて共に歩むことで対立を減らし、我々の国を統一しようではないか」と述べた。前日11日には議事堂襲撃事件後初めてトランプと会談して任期満了まで職責を果たすことで一致していたとされる。
1月19日、退任を翌日に控えてツイッターにお別れの投稿をした際はトランプ大統領への言葉やトランプ大統領とのツーショット写真は無かった。

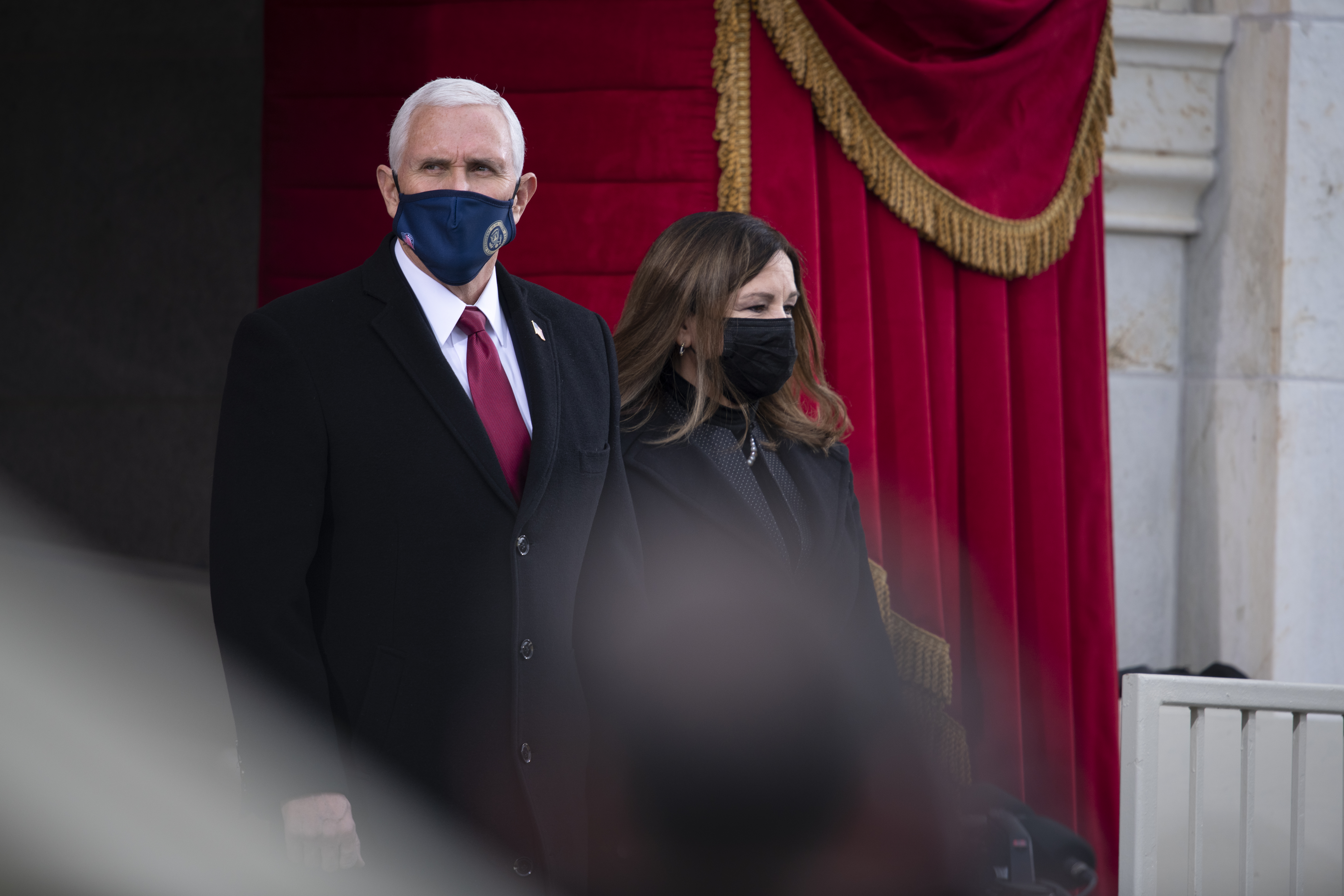
バイデンの大統領就任式に出席するペンス夫妻

1月20日、ペンスはトランプの大統領退任式を欠席し、バイデンの大統領就任式には出席した。バイデンの就任宣誓が終わって議事堂を去る際は後任の副大統領となるカマラ・ハリスが見送った。

### 退任後
バイデンの大統領就任式ではトランプと行動を異にしたペンスだが、副大統領首席補佐官を務めたマーク・ショートによればトランプとペンスは、その後も言葉を交わしているという。トランプは退任後1カ月にして保守派のイベントへの出席を決めたが、ペンスは退任後半年程度は表立った場所に出る予定はないとの見方を示した。
2023年4月27日、トランプ前大統領の行動を調査する連邦大陪審に出廷。2020年の大統領選から2021年アメリカ合衆国議会議事堂襲撃事件発生までの期間における、元大統領との会話について証言した。
2023年6月5日、2024年大統領選挙に立候補するための書類を提出し、7日に出馬を正式表明した。同日、アイオワ州アンケニーで出馬表明後初めての演説に臨んだ。トランプについて、2020年の大統領選挙の際に憲法を不当に解釈してペンスに選挙結果を覆させようとしたと指摘し、「自身を憲法の上位に置くような人物、他人にそうしたことを強いる人物は二度と大統領になるべきではない」とした。しかしトランプを脅かすほどの支持は得られず、支持率や資金集めに苦戦するなどの理由により同年10月28日に選挙戦からの撤退を表明した。特定の候補への支持は表明しなかったが、この国を率いるのは「礼節」を持つ人物であるべきだと述べ、自身がかつて仕えたトランプを暗に批判した。トランプの共和党指名獲得確定後の2024年3月15日にはFOXニュースの番組で「良心にかけてトランプを支持することはできない」と表明した。大統領選の終盤、過去の政権閣僚の一部がトランプ支持を打ち出す中、民主党候補のカマラ・ハリスへの支持を表明しないものの「共和党の方向性に懸念を抱いている」と述べ、トランプへの支持も表明しなかった。
2025年1月17日、私的に台湾を訪問。台湾の半導体産業を念頭に、中国が台湾統一を図る狙いの一つは半導体のサプライチェーン（供給網）を手中に収め「その力を使って自国の意思を世界中の国々に押しつける」ことだと述べるなど中国批判の発言を行うも、台湾有事における台湾への不支持を明確にしているトランプと現在では路線の対立が目立つようになってきている。

## 政策・主張

### 外交
イラク戦争開戦を承認したイラク決議を支持した。イラク占領過程においては、政権がイラクからの撤退日を公的に宣言することに反対した。
2007年4月、ジョン・マケインとともにイラクを訪問し、61人が亡くなったテロの現場を訪れた。ペンスとマケインは「自分たちの訪問は、イラクの治安状況が改善されつつあるという何よりの証拠である」と述べたが、この訪問においては厳重な警備が施され、上空にはヘリコプターが動員されていた。
2011年リビア内戦の際はバラク・オバマ政権によるアメリカ軍の介入とムアンマル・アル＝カッザーフィー政権の打倒を支持し、国務長官のヒラリー・クリントンを称賛した。
2019年にソロモン諸島が台湾との国交解消を検討する意思を表明。マナセ・ソガバレ首相と電話会談するなど中国の影響力を抑え込むための外交活動を繰り広げたが、同年9月にソロモン諸島は台湾と断交して中国と国交を樹立したため、努力が実を結ぶことは無かった。

### 内政
2015年3月、インディアナ州内の個人や企業が「宗教上の理由」で同性愛者やトランスジェンダーなどに対するサービスを拒否することを認めた「宗教の自由回復法 (Religious Freedom Restoration Act) 」に署名し、発効させた。インディアナ州では同性婚が合法とされているが、この法律の発効により、企業が同性愛者への結婚式などのサービス提供を合法的に拒否することが可能となった。対応が全米の注目を浴び、後に法律は修正に追い込まれた。

## 人物・思想
ペンスはカトリックの家族で育てられ、侍者として奉仕し、教区の学校に通った。 彼は大学で生まれ変わったクリスチャンになり、超教派のクリスチャン学生グループのメンバーとなった。 具体的には1978年春にケンタッキー州アズベリーカレッジでのクリスチャンミュージックフェスティバル「イクサス音楽祭」で彼は「キリストへの献身」すなわち福音主義者となる事を決断した。ペンスはその後もカトリックのミサに出席し続け、カトリックのユースミニストリー（教会で子ども達に宗教教育を行うボランティア）の働きをした。 ペンスは1994年のニュースで彼自身をカトリック教徒と称したが、1995年から彼と彼の家族は福音派のメガチャーチであるグレース福音教会に参加した。 彼は自分を「クリスチャン」「保守派」「共和党」「生まれ変わった福音主義的なカトリック教徒」と表現している。
地元であるインディアナ州のカトリック系名門ノートルダム大学で、ペンスが卒業式のスピーチを始めた直後、学生数十人が抗議のため会場を後にした。ペンスはスピーチのなかで、アメリカの大学のポリティカル・コレクトネスを批判し、「アメリカ中でヘイトスピーチ規制やセーフゾーン、トーン・ポリシング、大学側が課すポリティカル・コレクトネスが横行してる。それらすべては言論の自由の抑圧に他ならない」「このようなありふれた慣行は、学びや知識の追求にとって破壊的であり、アメリカの伝統の完全に範疇外にあるものだ」と語った。
副大統領としての職務を行う上で指針としている聖句には、旧約聖書のエレミヤ書29章11節を挙げている。
一家が飼っているウサギのマーロン・ブンドは、Instagramアカウントが人気となり、主人公とした児童書がベストセラーとなった。